# Блењан
Блењан (фр. Blaignan) насеље је и општина у југозападној Француској у региону Аквитанија, у департману Жиронда која припада префектури Лепар Медок.
По подацима из 2011. године у општини је живело 247 становника, а густина насељености је износила 36,16 становника/km². Општина се простире на површини од 6,83 km². Налази се на средњој надморској висини од 20 метара (максималној 34 m, а минималној 7 m).

## Демографија
| 1962. | 1968. | 1975. | 1982. | 1990. | 1999. | 2011. |
| ----- | ----- | ----- | ----- | ----- | ----- | ----- |
| 204   | 207   | 254   | 258   | 234   | 239   | 247   |

График промене броја становника у току последњих година